# Mouriri cauliflora
Mouriri cauliflora är en tvåhjärtbladig växtart som beskrevs av Carl Friedrich Philipp von Martius och Dc.. Mouriri cauliflora ingår i släktet Mouriri och familjen Melastomataceae.
Artens utbredningsområde är Colombia. Inga underarter finns listade i Catalogue of Life.